# Полянсков, Михаил Сергеевич
Михаил Сергеевич Полянсков (род. 24 марта 1989) — российский самбист и дзюдоист, призёр чемпионатов России по самбо, чемпион и призёр чемпионатов Европы по самбо, призёр Кубка Европы по дзюдо среди юниоров, мастер спорта России международного класса.

## Спортивные результаты
- Чемпионат России по самбо 2010 года — ;
- Чемпионат России по самбо 2012 года — ;
- Чемпионат России по самбо 2013 года — ;
- Чемпионат России по самбо 2017 года — ;